# Henri Pascal de Rochegude
Henri de Paschal (ou Pascal), marquis de Rochegude (Enric Pascal de Ròchaguda en occitan), né le 18 décembre 1741 et mort le 16 mars 1834 à Albi, dans le Tarn, est un officier de marine, homme politique, romaniste, lexicographe et bibliophile occitan et français.

## Biographie

### Carrière militaire
Henri de Paschal de Rochegude est le fils de François de Paschal de Rochegude et de Rose de Combettes de Caumon. Son grand-père était né Paschal de Saint-Juéry.
Officier de marine sous l'Ancien Régime, Rochegude participe à une mission en Inde en 1768-1769 et à la deuxième expédition aux îles Kerguelen en 1773 : une presqu'île et un lac portent son nom près de Port-Christmas où il débarqua le 6 janvier 1774 pour y laisser un message de prise de possession de l'archipel au nom du roi de France,. À partir de 1776, il est membre de l'Académie royale de marine. Il patrouille sur l'océan Atlantique pendant  la guerre d'indépendance des États-Unis, puis, ayant reçu un brevet de lieutenant de vaisseau, il assure une mission de contrôle à Saint-Domingue de 1785 à 1787.

### Carrière politique
Le 11 février 1789, il prononce un discours vibrant à Albi où il critique avec virulence l'administration de l'Ancien Régime.
Enthousiasmé par la Révolution française, il est élu député suppléant de la noblesse aux États généraux de 1789, pour la sénéchaussée de Carcassonne. Le 10 février 1790, il est admis à siéger à la Constituante en remplacement de Gabriel d'Upac de Badens, démissionnaire. Au cours de son mandat, il fait partie des députés modérés.
Le 6 septembre 1792, Rochegude est élu à la Convention par le département du Tarn, avec 213 voix sur 418 votants. Il est l'un des rares nobles à siéger dans cette assemblée. Royaliste[réf. souhaitée], il siège avec les députés de la Plaine. Au procès de Louis XVI, il vote pour l'appel au peuple puis en faveur de la détention et du bannissement du souverain déchu mais il ne souhaite pas son exécution. Il condamne l'émigration d'une partie de la noblesse et veut rester au service de l'État. Le 22 janvier 1793, il est envoyé en mission en compagnie de Prieur de la Côte d'Or et Defermon afin d'inspecter la défense des côtes de Lorient à Dunkerque. Il est alors nommé contre-amiral pour en jouir à partir du premier janvier 1793.
Bien qu'il ait voté contre la Commission des Douze, Rochegude est menacé par la chute de la Gironde et frôle l'arrestation. Il ne fait alors plus guère parler de lui et se consacre à ses travaux sur les troubadours et ses recherches linguistiques.
Son mandat terminé, Rochegude est réélu en octobre 1795 au Conseil des Cinq-Cents, cette fois-ci par le département de la Somme, avec 191 voix pour 315 votants. Il se rallie à la droite royaliste, mais évite de trop se compromettre aux yeux du Directoire. Il n'est pas réélu aux élections de 1797, ce qui met un terme à sa carrière politique.

### Carrière littéraire
Passionné de littérature occitane, il est l'un des premiers spécialistes des troubadours et démontre la continuité entre la langue de ceux-ci et la langue occitane moderne. Son Parnasse occitanien prêt dès 1797, ne paraît qu'en 1819 ; par manque d'argent, l'auteur ne publie qu'une partie des manuscrits 1 et 1 bis conservés à la médiathèque Pierre Amalric d'Albi. La préface, reprise dans l'ouvrage édité, montre l'importance de ces premiers poètes de l'Europe moderne.

Après la Révolution, il se retire à Albi dans l'Hôtel qui abrite ensuite la bibliothèque municipale. Il poursuit ses travaux sur l'occitan des XIIe et XIIIe siècles en composant le Glossaire occitanien pour servir à l'intelligence des poésies des troubadours. C'est un lexique d'environ 13 000 entrées, comportant les mots les plus difficiles avec leur traduction en français et des citations où ces termes sont employés. Pour écrire ce glossaire, Rochegude a recopié de nombreux manuscrits, poésie et prose, en particulier les 9 600 vers de la Chanson de la croisade ; en note, il signale l'importance de La Canso. La préface, largement reprise dans l'ouvrage édité, précise ses sources et développe son opinion sur la formation des langues romanes. Pour effectuer ce travail, il a mis en œuvre sa connaissance du latin, de l'occitan, de l'ancien français, de l'italien, de l'espagnol, du catalan. Toujours par manque d'argent, cet autre ouvrage n'est publié qu'en 1819 dans lequel il postule : 

« À propos de notre langage, nous avons une opinion qui peut sembler un paradoxe, et de laquelle pourtant nous essaierons de démontrer la vérité : c'est que l'ancien idiome du Latium s'est mieux conservé dans l'Occitanie où il fut transplanté, que dans le pays même où il était naturel »

— Rochegude, 1819
À la fin du XVIIIe siècle et au début du XIXe siècle, Rochegude s'est également consacré aux trouvères. Parmi les manuscrits prêts à être imprimés, conservés à Albi, on trouve un manuscrit, recueil de 1 453 chansons, plusieurs manuscrits contenant des romans et des textes divers en ancien français. Ce travail, considérable, semble ignoré des spécialistes.
À partir de 1815, Rochegude correspond avec François Raynouard à la demande de ce dernier. Le Secrétaire perpétuel de l'Académie française le presse de publier ses travaux, souhaite bénéficier de ses conseils ; en 1823, il lui demande son aide pour la réalisation du Lexique roman.
Le 9 juillet 1819, il est élu maître ès jeux de l'Académie des Jeux floraux de Toulouse. À son tour, Raynouard y est admis le mois suivant.
Pendant une trentaine d'années, Rochegude se consacre à l'étude de la langue occitane de son époque. Il entame la rédaction d'un dictionnaire languedocien-français, resté inachevé; en revanche son dictionnaire de rimes languedociennes, environ 13000 entrées, est prêt pour l'impression. On lui doit également un recueil d'expressions typiques occitanes avec une traduction en français ; Christian Laux les a publiées dans la Revue du Tarn en 1989-1990. Le manuscrit 9 contient 220 textes de la fin du XVIIIe siècle et du début du XIXe siècle : des chansons d'amour, des Noëls, des chansons « politiques » ou grivoises. Certaines ont été publiées.
À sa mort, il lègue son hôtel, son parc et sa bibliothèque (estimée à 20 000 volumes) à la ville d'Albi en 1834 qui en prend possession en 1885 ; des livres ont disparu, des ouvrages jugés licencieux ont été brûlés par l'usufruitière ; il en reste 12 400. Le fonds Rochegude constitue ainsi la base du fonds ancien de la bibliothèque municipale d'Albi.

## Œuvre
- Compte rendu de la mission des représentans du peuple Rochegude, Defermon & C. A. Prieur (de la Côte d'Or), chargés de parcourir les côtes maritimes depuis l'Orient jusqu'à Dunkerque, en vertu des décrets des 13 & 22 janvier 1793, Convention nationale[10]
- Le Parnasse occitanien ou Choix de poésies originales des troubadours, Toulouse, 1819, [lire en ligne]
- Essai d'un glossaire occitanien, pour servir à l'intelligence des poésies des troubadours, Toulouse, 1819, [lire en ligne]